# Tolosa–Hunt-szindróma
A Tolosa–Hunt-szindróma ritka tünetegyüttes, amelyet erős fejfájások, a szem oldalain és hátulján érzett fájdalom, gyengeség és bizonyos szemizmok bénulása jellemez.

## Leírása
A szimptómák általában csak a fej egyik oldalát érintik (unilaterálisak).
A legtöbb esetben a beteg erős szemfájdalmat érez, és bizonyos szemizmai lebénulnak.
A tünetek beavatkozás nélkül, spontán módon elmúlnak, majd felismerhető szabályosság nélkül visszatérnek.
Vannak olyan esetek, amikor bizonyos arcizmok is lebénulnak, és a felső szemhéj csüngővé válik (ptosis).
Kapcsolódó további tünetek lehetnek: kettőslátás, láz, krónikus fáradtság, fejfájás, szédülés, ízületi fájdalmak (arthralgia), az egyik vagy mindkét szemgolyó rendellenes kidülledése (exophthalmus).

## Okai
A Tolosa–Hunt-szindróma pontos előidéző oka nem ismert: az elméletek szerint a szemgolyó mögötti területek gyulladása okozhatja (sinus cavernosus és Fissura orbitalis superior).